# Sideridis brunnea
Sideridis brunnea là một loài bướm đêm trong họ Noctuidae.